# Andrzej Głąb
Andrzej Głąb (* 10. listopadu 1966) je bývalý polský reprezentant v zápase. V roce 1988 v Soulu vybojoval v zápase řecko-římském ve váhové kategorii do 48 kg stříbrnou olympijskou medaili.